# Golte

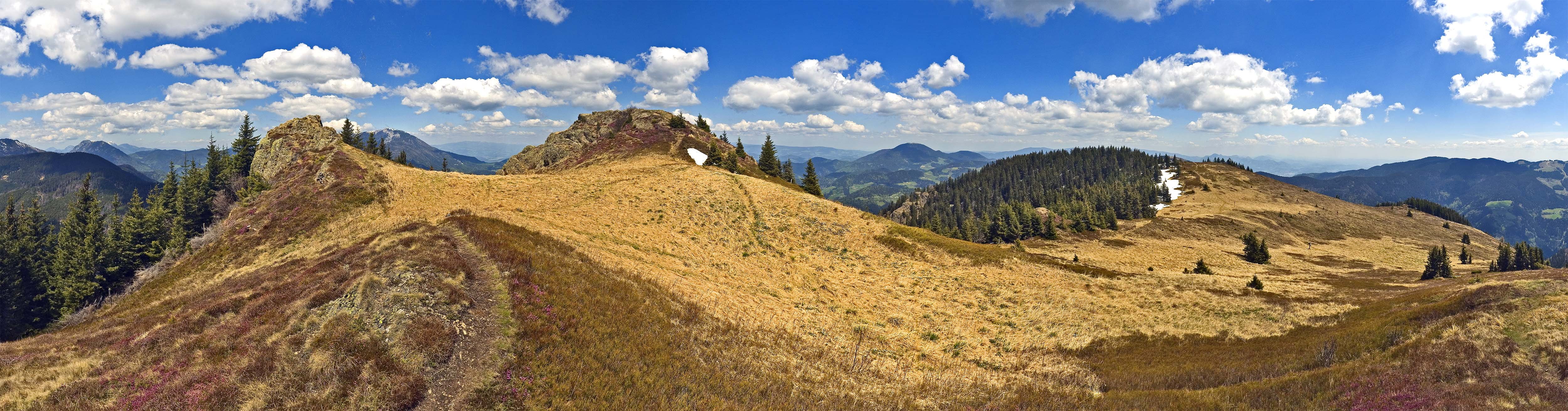

Golte est un plateau karstique ainsi qu'une station de ski de petite taille, situés près de Mozirje dans la région de Basse-Styrie, dans le nord de la Slovénie.
Le téléphérique qui relie depuis le fond de vallée le domaine skiable implanté sur les pentes du mont Medvedjak fut construit en 1969. En 2008, les pistes offrent une dénivelé maximale limitée à 300 mètres, et sont desservies par des remontées mécaniques - télésièges 2 ou 3 places et téléskis - de conception déjà bien ancienne. L'altitude relativement élevée du domaine permet une exploitation dans des conditions d'enneigement généralement suffisantes.